# Le ispirazioni giovanili
Le ispirazioni giovanili (Frymëzimet djaloshare) è una raccolta poetica dello scrittore albanese Ismail Kadare. Si tratta della sua opera prima pubblicata nel 1954, in 4000 esemplari, dalla casa editrice Ndërmarrja Shtetrore e Botimeve (Impresa Statale delle Pubblicazioni) a Tirana (Albania) e stampata presso la tipografia Mihal Duri.

## Contenuto
Il libro si divide in due parti: la prima (pp. 3-42) contiene 35 poesie, le quali sono soprattutto di carattere politico social-comunista (un buon numero è p. es. dedicato alla Patria); la seconda (pp. 43-54) è composta da una specie di poema dal titolo "Rruga e dritës" (La Via della luce) suddiviso in 14 quadri poetici, dedicati, come spiega lo stesso autore, ai suoi compagni di classe del Ginnasio Asim Zeneli di Argirocastro, i quali per un mese intero combatterono contro le rocce della Mirdita (Kushtuar shokëve të mi të gjimnazit 'Asim Zeneli' që një muaj rrjesht lëftuan me shkëmbinjtë e Mirditës) cioè partecipando alle azioni giovanili di lavoro sociale gratuito in Mirdita per la costruzione della diga  sul fiume Mat e per la costruzione della centrale idroelettrica Karl Marx. L'indice del libro occupa le pagine 55-66, mentre a p. 42 si trova la poesia Frymezimet djaloshare la quale dà anche il titolo al volume.